# Benedetto Brin (nave da battaglia)
Il  Benedetto Brin fu una nave da battaglia italiana appartenente alla classe Regina Margherita, costruita su progetto elaborato dall'ispettore del genio navale Benedetto Brin e dal generale Ruggero Alfredo Micheli.

## Storia

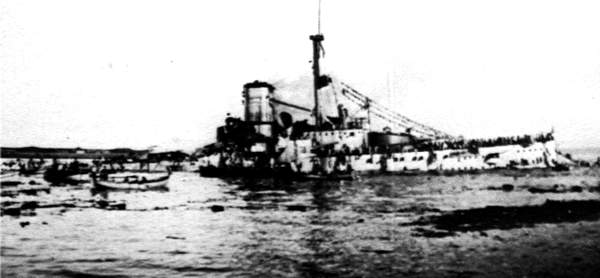
l'affondamento della nave

La sua costruzione iniziò nel 1899, venne varata nel 1901 a Castellammare di Stabia e, consegnata alla Regia Marina nel 1905, ricevette la bandiera di combattimento il 1º aprile 1906.
Durante la guerra italo-turca partecipò allo sbarco a Tripoli nel 1911 e l'anno seguente fu impiegata nel Mar Egeo.
Il Benedetto Brin andò perduto alle ore 8:10 del 27 settembre 1915 nel porto di Brindisi, a seguito dell'esplosione della santabarbara; le cause dell'affondamento  furono attribuite a vari motivi, quali un problema con le munizioni, un atto di sabotaggio austriaco, oppure un'azione di sabotatori italiani attratti dalle promesse austriache di una ricompensa. Nel 2015, a 100 anni esatti dall'evento, la Marina Militare ha ufficialmente dichiarato che:
Perirono 21 ufficiali e 433 tra sottufficiali e marinai, tra i quali l’ammiraglio Ernesto Rubin de Cervin, comandante della 3ª Divisione Navale della 2ª Squadra, e il comandante della nave Fara Forni. I superstiti furono 9 ufficiali e 473 fra sottufficiali e i marinai.